# Guido Carlesi
Guido Carlesi   (Collesalvetti, 7 de novembre de 1936 - Pisa, 2 d'octubre de 2024) va ser un ciclista italià, que fou professional entre 1956 i 1966. Anomenat Il Coppino di Navacchio, en el seu palmarès destaquen deu victòries d'etapa a les Grans Voltes, set al Giro d'Itàlia, dues al Tour de França i una a la Volta a Espanya. Al Tour de França de 1961 finalitzà en segona posició, rere el francès Jacques Anquetil.

## Palmarès
- 1956
  - 1r al Giro dels Alps Apuans
- 1957
  - 1r al Gran Premi Pontrmoli
  - 1r al Tour de Normandia
  - Vencedor d'una etapa al Tour de Romandia
- 1958
  - Vencedor d'una etapa al Giro d'Itàlia
  - Vencedor d'una etapa a la Volta a Espanya
  - 1r a Cotignola
- 1959
  - 1r a la Coppa Collecchio
- 1960
  - 1r del Giro de la Província de Reggio de Calàbria
  - Vencedor d'una etapa als Quatre dies de Dunkerque
- 1961
  - Vencedor de 2 etapes al Tour de França
  - Vencedor de 2 etapes a la Menton-Gènova-Roma
  - Vencedor d'una etapa al Gran Premi Ciclomotoristico
- 1962
  - 1r al Giro de la Toscana
  - 1r a la Sàsser-Càller
  - Vencedor d'una etapa de la París-Niça
  - Vencedor d'una etapa al Giro de Sardenya
  - Vencedor de 2 etapes al Giro d'Itàlia
- 1963
  - Vencedor de 2 etapes al Giro d'Itàlia
- 1965
  - Vencedor de 2 etapes a la Volta a Suïssa
  - Vencedor de 2 etapes al Giro d'Itàlia

### Resultats al Giro d'Itàlia
- 1957. 23è de la classificació general
- 1958. 31è de la classificació general. Vencedor d'una etapa
- 1959. 8è de la classificació general
- 1960. 6è de la classificació general
- 1961. 5è de la classificació general
- 1962. 9è de la classificació general. Vencedor de 2 etapes
- 1963. 8è de la classificació general. Vencedor de 2 etapes
- 1964. 11è de la classificació general
- 1965. 36è de la classificació general. Vencedor de 2 etapes

### Resultats al Tour de França
- 1961. 2n de la classificació general i vencedor de 2 etapes
- 1962. 19è de la classificació general
- 1963. Abandona (14a etapa)
- 1966. Abandona (16a etapa)

### Resultats a la Volta a Espanya
- 1958. Abandona. Vencedor d'una etapa